# Peter Porsch (Grafikdesigner)

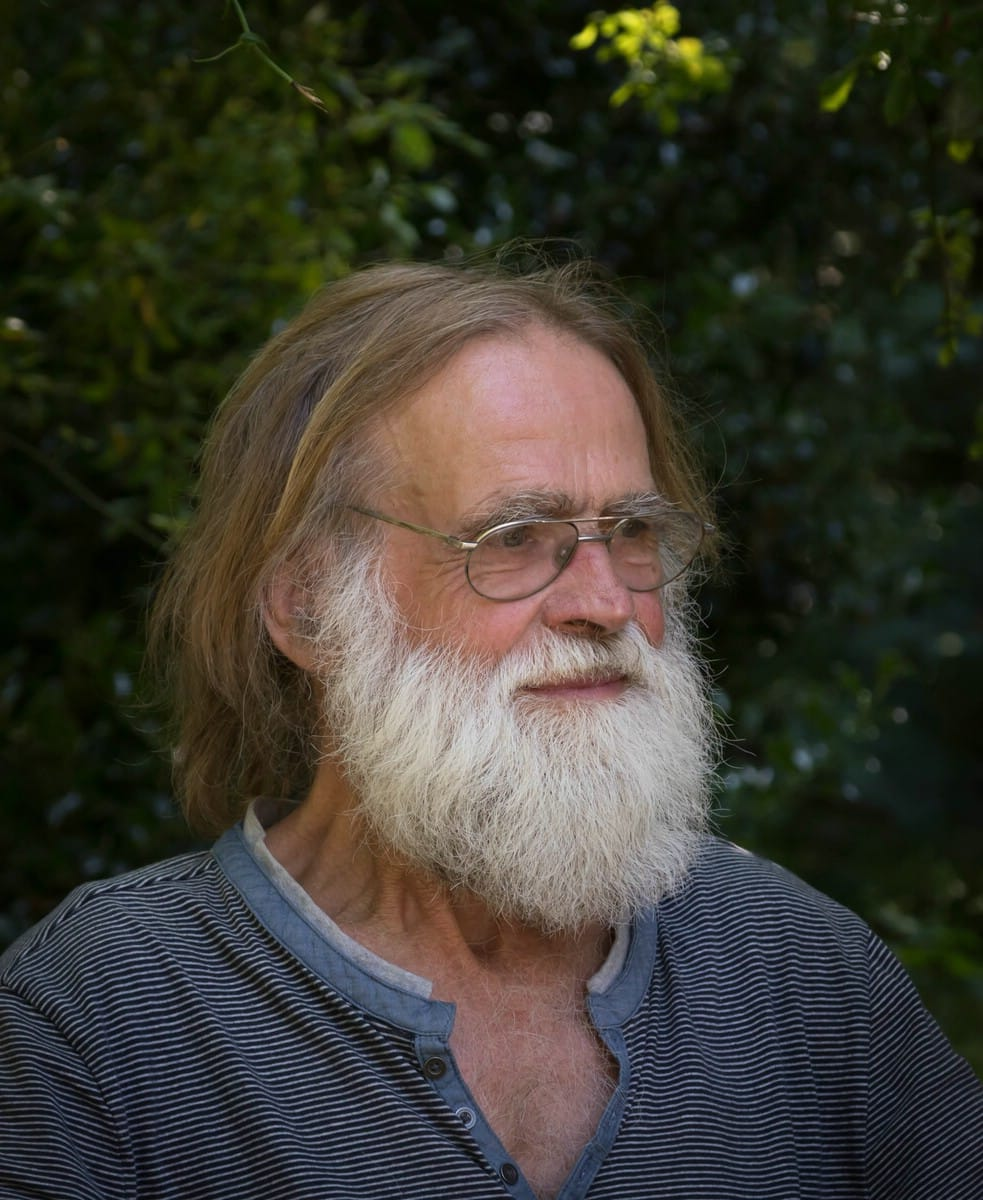
Peter Porsch, 2019

Peter Porsch (* 6. November 1941 in Berlin; † 5. Januar 2023 in Sommerfeld) war ein deutscher Grafikdesigner, Typograf und Sänger.

## Leben und Werk
Peter Porsch wuchs in Ost-Berlin auf und studierte bis 1961 Grafik in West-Berlin. Nach dem Bau der Mauer konnte er sein Studium im Westen nicht fortsetzen, unternahm einen gescheiterten Fluchtversuch und musste für ein Jahr ins Gefängnis.
Von 1962 bis 1964 absolvierte er in Ost-Berlin eine Druckerlehre, was auch eine Ausbildung als Schriftsetzer beinhaltete. Von 1965 bis 1969 studierte er u. a. bei Wolfgang Geisler an der Fachschule für Werbung und Gestaltung Typografie. Bis 1973 war er Gebrauchsgrafiker bei der DEWAG-Werbung Berlin. Danach arbeitete er in Berlin freiberuflich als Gebrauchsgrafiker und gründete das Gestalterkollektiv Jamepo. Er war Mitglied des Verband Bildender Künstler der DDR.
Porsch wollte etwas Neues, „Revolutionäres“ machen, etwas, hinter dem er voll und ganz stehen konnte. Diese Gelegenheit bot sich ihm, als er 1970 zum Oktoberklub und zum Festival des politischen Liedes stieß. In Teilen des Kulturlebens der DDR herrschte damals Aufbruchsstimmung. Die Singebewegung sagte Phrasen und Schwulst den Kampf an, das politische Lied wurde heiterer, das Festival des politischen Liedes ein „politischer Karneval“ (Hans-Eckardt Wenzel). Porsch lieferte dazu das visuelle Erscheinungsbild, vor allem Oki, einen freundlichen roten Spatz, als Logo des Oktoberklubs und des Festivals. Der Spatz fand ebenso auf Plakaten, Plattenalben, Stickern und Bühnen in der DDR, Frankreich, der Sowjetunion, Italien, Portugal, Chile und Kuba Verwendung.
Plakat zum 7. Festival des politischen Liedes 1977 mit dem Festivalspatz Oki 
(Peter Porsch, 1977)

Link zum Bild

Porsch wurde Mitglied des Oktoberklubs, stand auf der Bühne, sang, entwickelte Programmideen („Montage“-Programme, Kurzfilme), gestaltete Plakate, Drucksachen, Plattenhüllen, Knetfiguren u. v. a., arbeitete im Klubrat mit und schrieb Texte. Sehr populär wurde seine Nachdichtung des finnischen Volksliedes Kalliolle Kukkulalle (deutsch „Helle Wasser, dunkle Wälder“).
Porschs Gestaltungsideen waren frecher und fröhlicher als die sonst üblichen, oft faden Gestaltungen der in der DDR maßgeblichen DEWAG-Werbung. Er knüpfte an Agitprop-Traditionen an und arbeitete mit Comic-Elementen. Zum Oki gesellten sich zum Beispiel ein Krokodil mit Sombrero, ein Bär mit Balalaika und der Kellerkater des OKK-Singekellers im Haus der jungen Talente (HdjT). Dazwischen montierte er unbekümmert politische Ikonen wie Marx, Engels oder Lenin und führte trotz Widerstand des FDJ-Zentralrats „Rote Lieder“ als Motto des Festivals ein. Für Festivals, Werkstattwochen und andere Veranstaltungen entwickelte er viele Gestaltungsideen und kümmerte sich auch um deren Verwirklichung. Dazu bildete er die Gestaltergruppe des Festivals des politischen Liedes, aus der 1979 das Februarkollektief hervorging. Unter seiner künstlerischen Leitung gestaltete und baute es Dekorationen für das Festival des politischen Liedes, den Liedersommer, den Rocksommer und mehrere Veranstaltungen der FDJW und der SDAJ in West-Berlin und der Bundesrepublik Deutschland. Außerdem fertigte es Wandbilder an, bemalte Bauzäune und gestaltete Jugendklubs. Das größte Wandbild der Gestaltergruppe hing von 1987 bis 2001 am Berliner Babylon-Kino.
Nach der deutschen Wiedervereinigung endeten Oktoberklub und Festival des politischen Liedes. Das politische Scheitern traf Porsch schwer. Hinzu kamen wirtschaftliche Rückschläge und Todesfälle in der Familie. Er zog sich nach Sommerfeld bei Berlin zurück und arbeitete als Grafiker für Unternehmen und Institutionen in der Region, bis eine schwere Erkrankung das nicht mehr erlaubte.
Das ZwischenWelt-Festival, 1991 bis 1994, und das Festival Musik und Politik, 2000 bis 2019, knüpften an die Tradition des Festivals des politischen Liedes an und nutzten dabei das von Peter Porsch entwickelte Festivaldesign. 2019 hieß es daher in der Presse: „Oki, der rote Spatz als Maskottchen, flattert heute noch herum.“

## Ehrungen (Auswahl)
- 1987: Goethe-Preis der Stadt Berlin

## Rezeption
„Nicht selten eckte Porsch … bei Auftraggebern an, zum Beispiel mit seinem Plakat zum Festival des politischen Liedes 1978. Es zeigte eine Montage von Köpfen der fortschrittlichen Welt und er hatte dabei die damals erwartete Rangordnung kräftig durcheinandergewirbelt: Marx, Brecht, Eisler und Engels in Zentralperspektive, hinten abgeschlagen Honecker, Thälmann und ganz am Rand das Emblem der FDJ. Kein Beifall ‚von oben‘, aber das Plakat flüsterte in die Runde: Völker hört die Signale.“

„Symbolisch für das Bestreben, Politik vom Sockel des Ritualisierten, Religiösen herunterzuholen auf den Boden des Alltäglichen, des Normalen ein Plakat aus dem Jahre 1978. Auf ihm Marx, Engels, Lenin, Castro, Honecker, Brecht, Eisler, Jara u. a. inmitten einer unübersehbaren Menschenmenge, zum Teil mit Musikinstrumenten. Dieses Plakat wurde von Egon Krenz verboten, weil er befürchtete, die sowjetische Botschaft könnte sich über den respektlosen Umgang mit Lenin beschweren (was so ähnlich in der Tat schon vorgekommen war).“

„Er ist in Diskussionen ein geachteter Wortführer.“